# Edentoliparis
Edentoliparis is een geslacht van straalvinnige vissen uit de familie van slakdolven (Liparidae).

## Soort
- Edentoliparis terraenovae (Regan, 1916)